# Devica z otrokom s sveto Ano (Masaccio)
Devica z otrokom s sveto Ano, znana tudi kot Sant'Anna Metterza, je slika iz ok. 1424–1425 italijanskega renesančnega slikarja Masaccia, verjetno v sodelovanju z Masolinom da Panicalejem. Slika je v galeriji Uffizi v Firencah v Italiji in meri 175 × 103 centimetre.

## Opis
Oblika dela je nenavadna za tisti čas, saj nima predele, konice in stranskih plošč: nekateri domnevajo, da gre za osrednjo tablo poliptiha, razkosanega že leta 1568, ko ga je videl Vasari, ali verjetneje za tablo, namenjeno za velik nabožni tabernakelj (Timothy Verdon, 1984).
Metterza je bila ikonografska tipologija, kjer sta bila upodobljena Madona z otrokom in sveta Ana »postavljena kot tretja« ali »ista tretja«, tj. kjer je bil poudarjen položaj svetnice kot tretje po pomembnosti. To je eden od tradicionalnih načinov upodabljanja svete Ane, ki je v Firencah uživala posebno pobožnost od leta 1343, ko je bil na dan svete Ane (26. julija) izgnan tiranski atenski vojvoda Walter VI. Briennski.
Trije angeli, ki držijo zavese, razprostirajo dragoceno damastasto tkanino za sveto skupino, ki ustvarja ravno ozadje, modernejše od popolnega zlatega ozadja, in ki ustvarja vmesno ravnino, ki ima moč projicirati figure proti gledalcu, tako da ti stojijo zunaj. Na dnu sta dva angela, ki širita kadilo: angelski figuri še vedno sledita hierarhičnim razmerjem, saj sta veliko manjši od svetih figur. Sveta skupina je na prestolu, ki si ga lahko predstavljamo kot sestavljenega iz dveh stopnic, s ploščadjo na dnu, kjer je posvetilni napis Devici.
Ikonografija je zahtevala, da je bolj poudarjen lik svete Ane, Marijine matere in Jezusove babice, ki mora v zaščitniški in zaupni gesti držati Marijo z detetom med nogami. Tu ima sveta Ana večji svetniški sij in z eno roko širi svojo zaščito nad dojenčkom. Vendar pa je zelo izvirna uporaba svetlobe v Devici z otrokom, ki jo je naslikal Masaccio, neizogibno premaknila središče k dvema figurama v ospredju, kar je v nasprotju s tradicionalno ikonografijo.
Na svetniškem siju svete Ane so vpisane besede »Sveta Ana je od Naše Gospe«, medtem ko na Devičinem in ob vznožju prestola beremo »Ave Maria Gratia Plena Dominus Tecum [Benedicta Tu]« (Lk 1,28).
Devica z otrokom je s svojim močnim volumnom in trdno posestjo prostora s pomočjo zagotovljene perspektivne strukture eno najzgodnejših del, ki jih pripisujejo Masacciu. Razen enega so angeli, zelo nežni v svojih nežnih oblikah in bledi, nežni barvi, iz bolj gotskega čopiča Masolina; angel v zgornji desni krivulji razkriva Masaccievo roko. Figura svete Ane je precej obrabljena in jo je zato težko oceniti, toda njena roka, ki kot da raziskuje globino slikovnega prostora, je prav lahko Masacciov izum. Masacciovo delo kaže vpliv Donatella v mehkih, zaobljenih oblikah in realistični teksturi.
Jezusova figura je podoba majhnega otroka, realistična navzočnost, ne pa gotskega keruba. To je tudi ena prvih slik, ki prikazuje učinek prave naravne svetlobe na figuro; ta izum daje modeliranje oblike, ki je tako značilno za Masaccia in ki bi močno vplivalo na slikarstvo italijanske renesanse.

## Slog
Marija in otrok tvorita masivno skupino hipotetične piramidne oblike, katere osnova je črta med Marijinimi razprtimi koleni in njenimi rokami, ki nežno, a tudi trdno objemajo otrokovo telo in tvorijo polkrog. Druga piramida je nato sestavljena iz prestola do glave svete Ane.
Plastičnost figur Marije in otroka je prava prelomnica med zgodnjo gotsko izkušnjo in prihodnjim razvojem renesanse, kjer Masacciu prvič uspe ustvariti figure, modelirane z močnim chiaroscúrom, ki izstopajo iz slike, kot da so bili izklesani reliefi, kot so trdni bloki, nameščeni v točno določenem prostoru. Chiaroscúro kvadrira volumne in blokira energične poteze ter jih okameni. Glej na primer robustno zgradbo otroka, ki se zgleduje po otroku Herkulu, ki je še vedno prisoten v Uffiziju (z interpolacijo živahnega izraza, ki ga navdihuje vsakdanje življenje, značilno za Donatellova dela), ali tridimenzionalni oval Marijinega obraza, katerega fiziognomija se osvobodi tradicionalne aristokracije gotike, da bi ustvarila portret bolj žive matere, vzete iz vsakdanjega življenja in z modelacijo, ki odraža poznavanje resnične strukture kosti. Njen izraz je skoncentriran in odločen ter kot da namiguje na misel o neizogibni usodi njenega sina, ki ga z gesto brez primere v slikarstvu trdno drži z obema rokama na stegnu. Draperija Devičinega plašča je očitno podobna Giottovi Ognissanti Madona, z enako obliko in podobno tehniko, ki so jo potrdile nedavne diagnostične preiskave, ki temeljijo na nanosu več plasti barve, začenši s senčenjem, ki je prav tako skupno veliko del poslikave table.
Sveta Ana pa je še vedno povezana z bolj srednjeveškim jezikom, z bolj konvencionalno razpršeno svetlobo in z draperijo, ki poskrbi predvsem za linijo gub, izniči volumen telesa in jo naredi minljivo: rdeča obleka, namesto da bi poudarila oblike telesa, se splošči in postane preprosto ozadje za Marijo, ki ji rahla rotacija v prečni smeri daje prepričljivo voluminoznost. Zanimiva je pokrajšana iztegnjena roka, polna občutljivosti, ki so jo različni strokovnjaki poskušali pripisati Masacciu, vsaj glede spočetja. V resnici nekatere napake, ki so jasno vidne v obliki kraka, poudarjajo ne povsem prepričljivo izdelavo, ki jo skoraj zagotovo pripisujemo Masolinu. Potezo je verjetno navdihnila tondo Odrešenika v osrednjem vrhu Poklona Treh kraljev Gentileja da Fabriana, avtorja, ki mu je bil Masolino videti veliko bolj kot Masaccio.
Luč v Masacciu je zelo resnična, tako zelo, da v veliki meri zakrije Otrokov obraz, še eno znamenje brez primere, ki prelomi s preteklostjo.
Masacciov angel izstopa od ostalih po rahlo skrajšani osi ramen, ki ustvarja večjo globino s pomikom nazaj. Njegova obleka je kot »izklesana« od nepričakovanih tonov rdeče in zelene, od »neusmiljene neposrednosti«.

## Zgodovina
Oltarna slika je prvič omenjena v firenški cerkvi Sant'Ambrogio, kjer jo je Vasari videl leta 1568 in jo dodelil Masacciu. Okoli leta 1813 je vstopila v zbirke galerije Accademia, nato pa se je leta 1919 preselila v galerijo Uffizi.
Leta 1940 je Roberto Longhi predstavil hipotezo, ki sta jo omenila že Crowe in Cavalcaselle, o dveh različnih rokah, pri čemer je Marijo, otroka in angela, ki drži zaveso, oblečenega v zeleno, ki se spreminja v rdeče, pripisal Masacciu, medtem ko je sveta Ana in drugi angeli, z bolj običajnimi oblikami pripisal Masolinu. To stališče so kasneje potrdili tudi drugi strokovnjaki in danes je skoraj soglasno priznano. Tabla bi torej označila najstarejše ohranjeno delo, ki je rezultat sodelovanja obeh umetnikov (glede na negotovo datacijo oltarja Colonna), ki sta skupaj ustvarila mojstrovino Brancaccijeve kapele.
Obstaja hipoteza, da je bil naročnik morda neki Nofri d'Agnolo Buonamici, tkalec blaga, ki je imel pokroviteljstvo oltarja svete Ane v cerkvi.